# ثورة بار كوخبا
ثورة بار كوخبا (بالعبرية: מֶרֶד בַּר כּוֹכְבָא‏) هي تمرد مسلح واسع النطاق بدأه يهود المقاطعة اليهودية بقيادة شمعون بار كوخبا ضد الإمبراطورية الرومانية سنة 132م، واستمر حتى سنة 136م، وهو التصعيد الثالث والأخير في الحروب اليهودية الرومانية. مثلما حدث في الثورة اليهودية الكبرى وحرب كيتوس، انتهت ثورة بار كوخبا بهزيمة يهودية كاملة؛ قُتل بار كوخبا على يد القوات الرومانية في بيتار سنة 135م، وقُتل أو استُعبد جميع المتمردين اليهود الذين بقوا بعد وفاته خلال السنة التالية.
لم يلق الحكم الروماني في المقاطعة اليهودية استحسانًا بين السكان اليهود، خاصة بعد تدمير الهيكل الثاني أثناء الحصار الروماني للقدس سنة 70م، حيث حافظ الرومان على تواجد عسكري كبير في جميع أنحاء المقاطعة؛ وأجروا تغييرات غير مقبولة شعبيًا في الحياة الإدارية والاقتصادية؛ وقاموا ببناء مستعمرة إيليا كابيتولينا فوق أطلال مدينة القدس المدمرة بعد زيارة هادريان للمقاطعة سنة 130م لتكون معسكرًا للجيش الروماني؛ وأقاموا مكانًا لعبادة جوبيتر في جبل الهيكل بالقدس حيث كان الهيكل الثاني مبنيًّا. أكّدت الكتابات الحاخامية وآباء الكنيسة على دور كوينتوس تينيوس روفوس الحاكم الروماني السابق للمقاطعة اليهودية، في إثارة ثورة بار كوخبا. ربما كانت الطبيعة الكاريزمية والمسيحانية لبار كوخبا أيضًا عاملاً في تعميم الثورة في جميع أنحاء المقاطعة.
بدأ التخطيط للثورة بعد وقت قصير من مغادرة الإمبراطور هادريان للمنطقة، واعتمدوا تكتيك حرب العصابات. في البداية، تكبّد الجيش الروماني خسائر فادحة نظرًا لعدم استعداده لحروب من هذا النمط القتالي، فانسحبوا الرومان بقواتهم. ومع هذه الانتصارات الأولية للثوار، أنشأ الثوار جيبًا يهوديًا مستقلًا غطّي معظم أنحاء المقاطعة لعدة سنوات. اختير بار كوخبا أميرًا للدولة المؤقتة للمتمردين، واعتبره الكثير من سكان المقاطعة المسيح الذي سيستعيد الاستقلال بوطن لليهود. أدت هذه النكسة الأولية للرومان إلى قيام الإمبراطور هادريان بتجميع جيش كبير - ستة فيالق كاملة مع قوات احتياطية وقوات أخرى شكّلت ستة فيالق إضافية، واستدعى هادريان حاكم بريطانيا سكستوس يوليوس سيفيروس سنة 134م لقيادة هذه القوات الذي اعتمد استراتيجية تتكيف مع المعركة في الجبال.  كانت حربه تهدف إلى التدمير المنهجي لمناطق الاستيطان اليهودية. وفي خريف عام 135، اقتحم الجيش الروماني قلعة بيتار مركز قيادة الثوار التي كانت محمية بموقعها على تلة شديدة الانحدار من ثلاث جهات، وسحق التمرد في نهاية المطاف. أدى مقتل بار كوخبا والهزيمة اللاحقة للثوار إلى عواقب وخيمة على السكان اليهود في المقاطعة، فتعرضوا لحملات قمع فاقت تلك التي حدثت أثناء وبعد الثورة اليهودية الكبرى. استنادًا إلى الأدلة الأثرية والمصادر القديمة، فقد أُجلي جزء كبير من سكان المقاطعة إما نتيجة مقتلهم أو طردهم على يد القوات الرومانية، وبِيع عدد كبير من الأسرى كعبيد. وأضيفت أراضي اليهود إلى الخزانة الإمبراطورية، حيث بيعت جزئيًا، ووُزّع جزءًا آخر منها على المحاربين القدامى. كما تكبّد الرومان أيضًا خسائر فادحة، أدت إلى قيام الجيش الروماني بحل الفيلق الثاني والعشرون بعد الثورة، ربما بسبب خسائره الفادحة.
بعد ثورة بار كوخبا، انتقل تمركز المجتمع اليهودي إلى الجليل بدلًا من المقاطعة اليهودية. كما أُجبر اليهود أيضًا على سلسلة من القوانين الدينية التي أصدرها الرومان، بما في ذلك قانون يمنع جميع اليهود من دخول القدس. بعد وفاة هادريان سنة 138م، خفف الرومان حملتهم القمعية في جميع أنحاء المقاطعة اليهودية، لكن الحظر على دخول اليهود إلى القدس ظل قائمًا، مع استثناء اليهود الذين يرغبون في دخول المدينة لإحياء ذكرى خراب الهيكل. كان لثورة بار كوخبا أيضًا تداعيات فلسفية ودينية. كان الإيمان اليهودي بالمسيح مجردًا وروحانيًا، كما أصبح الفكر السياسي الحاخامي حذرًا ومحافظًا للغاية. يشير التلمود إلى بار كوخبا باسم "بن كوزيفا" ("ابن الخداع")، وهو مصطلح مهين يؤكد أنه كان مسيحًا كاذبًا. كان التمرد أيضًا من بين الأحداث التي ساعدت في التمييز بين المسيحية المبكرة واليهودية.
هناك خلاف بين العلماء حول عدد من القضايا المتعلقة بهذه الثورة مثل السبب المباشر الذي أدّى لاندلاع الثورة، ومقدار الأراضي التي سيطر عليها بار كوخبا، وما إذا اشتملت على القدس أم لا؟، وإلى أي مدى كان رد الفعل الروماني؟. يعتبر المصدر الأساسي حول الأحداث هو ما أوجزه المؤرخ كاسيوس ديو، وهو النص الذي فُقد ولم ينتقل إلينا سوى عبر ما كتبه الكاهن يوحنا زيفيلينوس في تلخيصه لكتابات كاسيوس ديو. أضاف بعض المؤرخين القدامي تصحيحات وإضافات لبعض أحداث الثورة. كما أن هناك خلاف كبير في الآراء حول مسألة إلى أي قدر يمكن الاعتماد على ما جاء في الأدب الحاخامي من معلومات تاريخية حول هذه الثورة. وقد أدت النصوص المكتشفة في برية الخليل في وادي مربعات إلى إضافة بعض المعلومات حول كيفية إدارة بار كوخبا للدويلة التي أسسها.

## التسمية
كانت ثورة بار كوخبا هي آخر الثلاث حروب اليهودية الرومانية الكبرى، لذلك تُعرف أيضًا باسم «الحرب اليهودية الرومانية الثالثة» أو «الثورة اليهودية الثالثة». يسمّي بعض المؤرخين هذه الثورة أيضًا باسم ثورة المقاطعة اليهودية الثانية، نظرًا لعدم احتسابهم حرب كيتوس (115-117 م) التي لم تكن واسعة النطاق في المقاطعة اليهودية.

## خلفية
بعد الثورة اليهودية الكبرى (66-73م)، اتخذت السلطات الرومانية إجراءات لقمع المقاطعة اليهودية الرومانية المتمردة. بدلاً من تعيين وكيل للمقاطعة، قام الرومان بتعيين بريتور حاكمًا، وتمركز الفيلق العاشر فريتينسيس في المنطقة. استمرت التوترات في التصاعد في أعقاب حرب كيتوس التي كانت ثاني تمرد يهودي واسع النطاق في شرق البحر الأبيض المتوسط خلال سنوات 115-117م، وشهدت المراحل النهائية منها قتالًا في المقاطعة اليهودية. ربما أدى سوء إدارة المقاطعة خلال أوائل القرن الثاني الميلادي إلى التسبب مباشرة في الثورة، بعد أن جلب الرومان حكامًا لديهم مشاعر معادية واضحة لليهود لإدارة المقاطعة. يؤكد آباء الكنيسة والأدب الحاخامي على دور الحاكم روفوس في إثارة الثورة. يعتقد المؤرخون أن هناك أسبابًا متعددة لاندلاع ثورة بار كوخبا، بعضها سبقت للأحداث بفترة وأخرى قبلها مباشرة. من بين الأسباب غير المباشرة لحدوث هذا التمرد؛ التغييرات في القانون الإداري، والوجود واسع النطاق للمواطنين الرومانيين ذوي الامتيازات القانونية، والتغييرات في الممارسة الزراعية مع التحول من ملكية الأراضي إلى المشاركة في المحاصيل، وتأثيرات فترة من التدهور الاقتصادي، وتصاعد النزعات القومية التي تأثرت بتمردات مماثلة بين الطوائف اليهودية في مصر وبرقة وبلاد ما بين النهرين في عهد تراجان في حرب كيتوس.
بحلول سنة 132م، أصبح الوضع السياسي في الإمبراطورية الرومانية غير مناسب للثورات، فقد كانت الأوضاع في المقاطعات هادئة، وانتهت التوترات مع البارثيين التي كانت تلوح في الأفق سنتي 123-124م بعد مبادرات هادريان التصالحية، بالإضافة إلى فشل بعض التمردات التي حدثت في مصر وقورينا وبلاد الرافدين. لذا، كان من الصعب إنضمام يهود الشتات إلى جانب بار كوخبا. اعتقد المؤرخون القدامى أن قرارين مختلفين اتخذهما الإمبراطور هادريان كانا بمثابة شرارة ثورة بار كوخبا. وفقًا لتأريخ هستوريا أوغوستا، كان حظر الختان على مستوى الإمبراطورية هو تلك الشرارة التي أشعلت الثورة، أما كاسيوس ديو، فقد اعتبر تأسيس مستعمرة إيليا كابيتولينا ومعبد جوبيتر محل الهيكل المُدمّر على جبل الهيكل هو ما أشعل الثورة.

### زيارة هادريان للمقاطعة اليهودية وتأسيس مستعمرة إيليا كابيتولينا
زار هادريان المقاطعة اليهودية في رحلته الرئيسية الثانية إلى المقاطعات الشرقية للإمبراطورية في النصف الأول من سنة 130م. فبعد أن زار المقاطعة العربية، عبر هادريان من سكيثوبوليس إلى الجليل، حيث زار مقر الفيلق الثاني التراجاني في كفاركوتنا، ومنها إلى عاصمة المقاطعة قيسارية ماريتيما ومن هناك إلى القدس، حيث تمركز الفيلق العاشر فريتينسيس. ومن القدس، سافر الإمبراطور على طول الطريق الساحلي عبر غزة إلى مصر. كانت تلك الزيارة للمقاطعات حدثًا استثنائيًا، أتاح الفرصة للتواصل مع الحاكم في طقوس متفق عليها - ولكن فقط إذا شارك الشخص في عبادة الإمبراطور.
كان إنشاء المستعمرات الرومانية ذا فوائد للسكان، حيث أنه يفتح الفرص أمام السكان للحصول على المواطنة الرومانية. كانت بالمقاطعة اليهودية مستعمرة واحدة فقط في قيسارية ماريتيما عاصمة المقاطعة على ساحل البحر المتوسط. وبناءً على رغبة هادريان، تقرر بناء مستعمرة أخرى في قلب المقاطعة في موقع مدينة القدس التي دُمّرت في سنة 70م. كان مجندو الجيش الروماني يقيمون عادةً في محيط معسكرات الفيالق. وكان بالمقاطعة فيلقان متمركزان. لذا، اعتقد الرومان أنه من المفيد إضافة مستعمرة أخرى إلى قيسارية ماريتيما كمقر آخر للفيالق. نُسب اسم المستعمرة «إيليا كابيتولينا» إلى اسم مؤسسها «الإمبراطور بوبليوس إيليوس تراينوس هادريانوس»، مع الإشارة إلى تل الكابيتولين في روما محل عبادة الإله جوبيتر. أشار المؤرخ أنتوني ر. بيرلي إلى أنه بعد تدمير الهيكل، أُجبر اليهود على دفع ضريبة الهيكل السابقة إلى معبد جوبيتر في دلالة على حلول جوبيتر محل يهوه.
بدأت في سنة 131م أعمال تأسيس مستعمرة إيليا كابيتولينا محل مدينة القدس بعد وصول فيلق إضافي، الفيلق السادس المدرّع، للمحافظة على النظام. أجرى حاكم يهودا، تينيوس روفوس، إجراءات التأسيس، والتي تضمنت حرث حدود المدينة المحددة. نظر اليهود إلى "حرث الهيكل" على أنه جريمة دينية، مما أدى إلى تحريض العديد من اليهود ضد السلطات الرومانية. أصدر الرومان عملة معدنية مكتوب عليها إيليا كابيتولينا.
منذ تدمير القدس في الحرب اليهودية، أصبحت أراضي المدينة محلًا لمعسكر الفيلق العاشر فريتينسيس. بالقرب من محيط الفيلق، استوطن بعض المدنيين من أصحاب الحرف والتجار وأصحاب الفنادق. أشارت المؤرخة ماري سمولوود إلى أن على الرغم من بناء العسكريين وهؤلاء المدنيين لمعابدهم الوثنية طوال حوالي ستين سنة، لم تحدث أي ثورة من جانب السكان اليهود. لكن فكرة إعادة التطوير المخطط لها لمدينة ذات طابع يوناني روماني، كانت قاضية على كل آمال إعادة بناء مدينة القدس اليهودية. حتى وقت قريب، حاول بعض المؤرخين التشكيك في جعل تأسيس المستعمرة أحد الأسباب للثورة، حيث رجّحوا أن تأسيس المستعمرة كان في أعقاب الثورة كعقاب لليهود. إلا أن اكتشافًا أثريًا سنة 2014م لنقش خاص بالفيلق العاشر فريتينسيس في القدس مؤرخًا بسنة 129/130 م، بالإضافة إلى العثور على عملات معدنية مسكوكة خاصة بالمستعمرة تؤكد على تسلسل الأحداث وفقًا للروايات اليهودية للأحداث. تضمنت إحدى الترجيحات لمسببات الثورة زيارة هادريان سنة 130م إلى أنقاض الهيكل اليهودي في القدس. في البداية، كان هادريان متعاطفًا مع اليهود، ووعد بإعادة بناء الهيكل، لكن شعر اليهود بالخيانة عندما اكتشفوا أنه ينوي بناء معبد مخصص لجوبيتر على أنقاض الهيكل الثاني. تزعم نسخة حاخامية للقصة أن هادريان خطط لإعادة بناء الهيكل، لكن سامريًا خبيثًا أقنعه بعدم القيام بذلك. ومع ذلك، فإن الإشارة إلى السامري الخبيث هي أداة مألوفة في الأدب اليهودي.

### حظر الختان
احتوى تأريخ هستوريا أوغوستا على جملة مختصرة ذُكرت فيها ثورة بار كوخبا: «في هذا الوقت، بدأ اليهود أيضًا الحرب لأنهم مُنعوا من تشويه أعضائهم الجنسية». لذا فقد اعتقد بعض المؤرخين أن التوترات قد تصاعدت بعد أن حظر هادريان الختان، وهو القرار الذي يتعارض مع عهد الختان اليهودي. لو كان هذا الزعم صحيحًا، فمن المتوقع أن هادريان، باعتباره محبًا للهيلينية، كان سينظر إلى الختان باعتباره شكلاً غير مرغوب فيه من التشويه. رغم ذلك، يميل العديد من المؤرخين لعدم الأخذ بهذا التأريخ لاعتبارهم إيّاه مصدرًا "غير موثوق به ومثير للإشكال".

## التسلسل الزمني للأحداث

### الاستعدادات واندلاع الثورة
خطط قادة اليهود لهذه الثورة بعناية لتجنب الأخطاء العديدة التي أدت لسحق الثورة اليهودية الكبرى قبل ستين سنة من هذه الأحداث. ذكر المؤرخ القديم كاسيوس ديو أن الثورة أُعدّ لها بعناية، وزعم أن الحرفيين اليهود أنتجوا عمدًا أسلحة معيبة للجيش الروماني حتى يرفضها الجيش، ثم يستخدموها بأنفسهم. لكن غالبًا، ما يعتبر المؤرخون هذه الرواية من وحي خيال كاسيوس ديو. عارض المؤرخ بيرلي هذا الزعم معلّلًا ذلك بأن حكومة هادريان كانت تستهدف الحصول على معدات عسكرية عالية الجودة، وبالتالي كانت ترفض المعدات التي لا ترقى إلى المستوى المطلوب.
ذكر كاسيوس ديو أيضًا أن الثوار قبل اندلاع القتال بنوا قواعد لعملياتها وقاموا بتوسيعها بالأعمدة والجدران والأنفاق. وقد عُثر اليوم على الكثير من هذه المخابئ، خاصة في منطقة وادي الخليل. كانت هذه المخابئ عادة تحت الأرض داخل القرى القديمة، وهي عبارة عن كهوف صناعية متصلة ببعضها البعض عن طريق ممرات أفقية ضيقة مدعومة بأعمدة رأسية، ويمكن إغلاق هذه المداخل الضيقة والمنخفضة من الداخل، وهي تحتوي على خزانات للمياه ومواقد للمصابيح. يعتقد عاموس كلونر وبواز زيسو أنه من المؤكد أن هذه المخابئ ترجع لوقت انتفاضة بار كوخبا، نظرًا للعثور على 25 قطعة نقدية يرجع تاريخها لزمن الثورة داخل هذه المخابئ. بينما يزعم علماء آثار آخرون أن هذه المخابئ استخدمها السكان في فترات مختلفة. أما المؤرخ إيك، فقد رجّح صحة المعلومات التي ذكرها كاسيوس ديو، زاعمًا بأن الأسلحة التي رفضها الرومان، خزّنها الثوار في مخابئهم تحت الأرض.
وبعد اكتشاف شبكة أنفاق مماثلة في الجليل، رجّح علماء آثار مثل يغال تيبر ويوفال شاهار ويينون شيفتائيل أن تلك المواقع كانت أيضًا ضمن الاستعدادات التي جُهّزت للثورة، مما يعني أن بعض سكان الجليل كانوا يستعدون للانضمام إلى بار كوخبا، لكنهم لم يشاركوا بالفعل.
تتفق المصادر على أن الثورة اندلعت عندما كان كوينتوس تينيوس روفوس حاكمًا للمقاطعة اليهودية، إلا أن اسمه اختفى من السجلات بعد سنة 132م لأسباب غير معروفة. اندلعت الثورة في صيف أو خريف 132م، فوجئ الرومان بالثوار حين هاجموا ثكنات الجنود الموزّعة على مناطق عدة في جميع أنحاء المقاطعة، بقيادة شمعون بار كوخبا وإليعازر الموديعيمي انطلاقًا من موديعيم ومنها إلى جميع أنحاء المقاطعة، مما أدى إلى عزل الحامية الرومانية في القدس. أصيب الجيش الروماني بخسائر فادحة، حيث يعتقد المؤرخ إيك بأنه قُضي على ما لا يقل عن نصف جنود الفيلق العاشر فريتينسيس مرة واحدة.

### رد الفعل الروماني

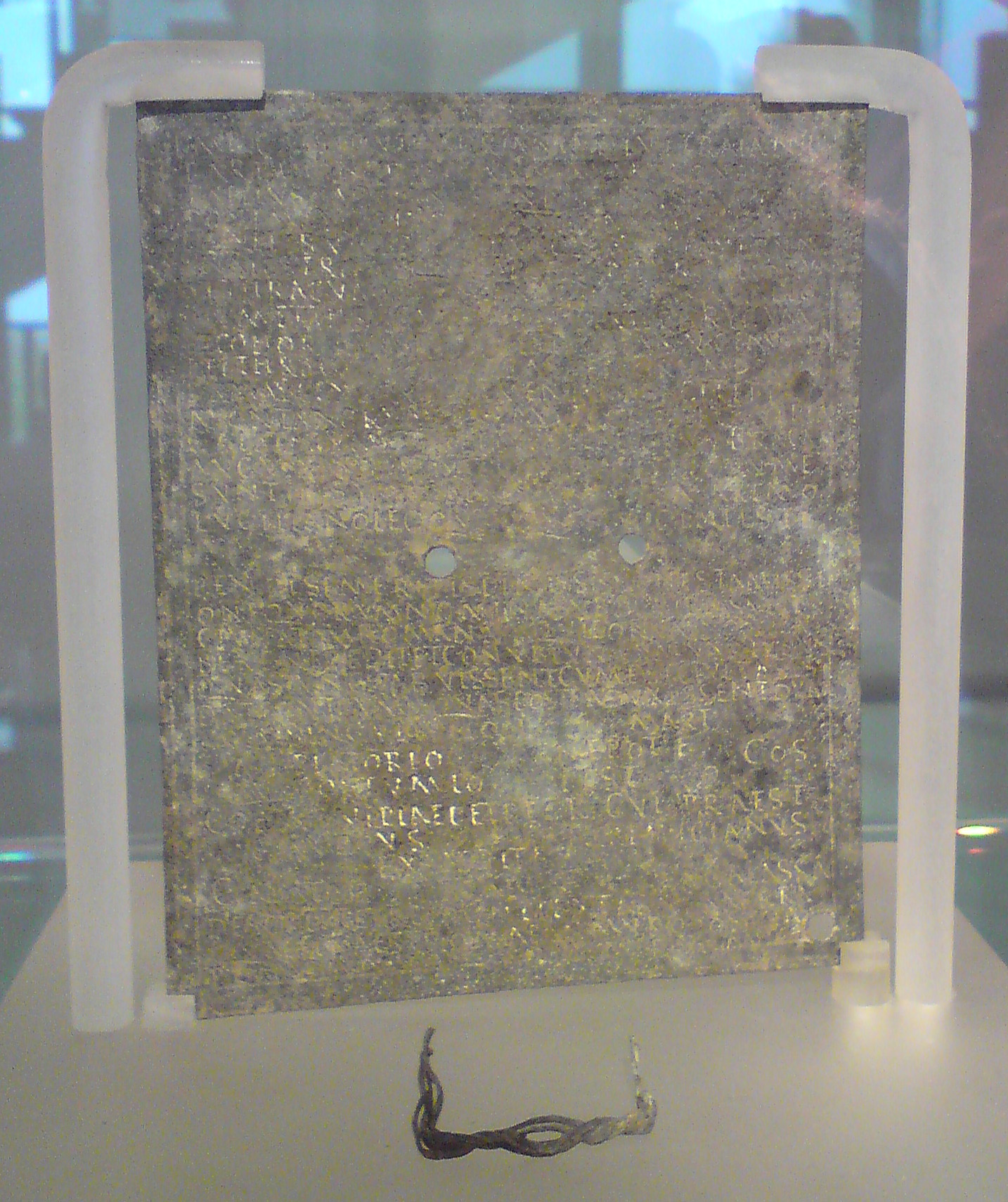
شهادة عسكرية: الإمبراطور أنطونيوس بيوس يمنح المواطنة الرومانية لأحد قدامى محاربي القوات المساعدة في سوريا وفلسطين سنة 160م، بعد خدمته لمدة 25 سنة. (متحف هيشت، حيفا)

من المرجح أن هادريان انتقل بنفسه إلى مسرح الأحداث في المراحل الأولى للثورة. استخدمت النقوش الرومانية حول هذه الثورة عبارة «expeditio Iudaica» التي تعني «الحملة اليهودية»، وعبارة «الحملة» لا تستخدم عادةً إلا عند حضور الإمبراطور بشخصه.
نظرًا لفشل الفيلقين السادس والعاشر في إخضاع الثوار، وتكبدهما لخسائر فادحة نظرًا لعدم قدرتهم على مواجهة تكتيكات الثوار. لذا، أُرسلت تعزيزات إضافية من المقاطعات المجاورة. وصل غايوس بوبليسيوس مارسيلوس حاكم مقاطعة سوريا الرومانية على رأس الفيلق الثالث الغالي،  بينما حضر تيتوس هاتريوس نيبوس حاكم المقاطعة العربية الرومانية مع الفيلق الثالث القوريني. بالإضافة إلى وصول الفيلق الثاني التراجاني الذي كان متمركزًا قبل ذلك في مصر إلى المقاطعة اليهودية في هذه المرحلة، وكذلك الفيلق الخامس المقدوني والفيلق الحادي عشر كلوديوس والفيلق الثاني عشر الصاعقة والفيلق العاشر المزدوج، ويُحتمل أيضًا أن الفيلق التاسع الإسباني كان من بين الفيالق التي جاءت مع سيفيروس من أوروبا، وأنه دُمّر أثناء هذه الحملة، حيث يُعزى سبب اختفائه غالبًا خلال القرن الثاني الميلادي إلى هذه الحرب. قدّر المؤرخ مور أنه إذا افترضنا أن ثلاثة فيالق قاتلت بقوتها الكاملة، وأرسلت ست فيالق أخرى كل منها حوالي 500 جندي كتعزيزات، فيكون هناك 18,000 جندي روماني قد شاركوا في قمع ثورة بار كوخبا، وإذا أضفنا الوحدات المساعدة يرتفع العدد إلى 27,500 مقاتل. ويرى مؤرخون آخرون أن الأعداد المشاركة كانت أعلى بكثير. فافترض المؤرخ برينجمان أن 12 إلى 13 فيلقًا قاتلوا في هذه الحرب، بعضهم بكامل قوتهم، والبعض بمفارز، مما يشكّل حوالي ربع الجيش الروماني بكامله. واعتقد المؤرخ إيك الجنود الرومان الذين انتشروا في المقاطعة اليهودية كانوا بين 50,000-60,000 جندي روماني. اعتقد المؤرخ دوماشيفسكي أن الثوار سحقوا الفيلق الثاني والعشرين ديوتاريانا، وهي نظرية لا يزال لها أنصار إلى اليوم. ومن المحتمل أن ذلك الكمين الذي سُحق فيه الفيلق كان السبب في حلّ هذا الفيلق بعد ذلك. هناك فرضيات تقول بأن الانتصارات المبكرة للثوار سمحت لهم بالسيطرة على المقاطعة بأكملها باستثناء مدن مثل قيسارية والقدس؛ واستولوا على خزائن هذا الفيلق، مما جعلهم يُفرطون في سك هذه العملات المعدنية. الشيء الوحيد المؤكد هو أن الفيلق الثاني والعشرون ديوتاريانا كان متمركزًا في مصر سنة 119م، ولم يرد ذكره في قائمة الفيالق منذ عهد الإمبراطور أنطونيوس بيوس. لذا، لا يمكن تحديد ما إذا كان قد شارك في القتال في المقاطعة اليهودية، أم أنه قد تم حله أو سُحق كليًّا. يُستنتج من نقش يصعُب قراءته وُجد على قناة في قيسارية، أن هذا الفيلق كان متمركزًا في المقاطعة اليهودية بين سنتي 132-134م. إلا أن اسمه مُسح بعد ذلك من على النقش، بسبب دورها المشين في قمع الثورة. وفي المقابل، أشارت الكتابات الحاخامية إلى انتظام حوالي 400,000 رجل تحت إمرة بار كوخبا في ذروة ثورته.

### استدعاء سكستوس يوليوس سيفيروس
حاول حاكم يهودا، كوينتوس تينيوس روفوس، قمع التمرد بإجراءات انتقامية قاسية، لكن دون جدوى. يعتدق المؤرخ أنتوني بيرلي أنه عُزل سنة 133م أو 134م. كتب كاسيوس ديو أن هادريان أرسل أفضل قادته إلى منطقة الثورة؛ لكنه ذكر فقط اسم حاكم بريطانيا سكستوس يوليوس سيفيروس الذي وصل إلى المقاطعة خلال سنة 134م برفقة وحدات من بريطانيا تشمل الفيلق السادس المنتصر. كما شارك حاكما المقاطعتان المجاورتان سوريا (غايوس بوبليسيوس مارسيلوس) والعربية (تيتوس هاتريوس نيبوس) أيضًا في القتال كقادة، حيث حصلا مع سيفيروس على وسام «أورنامينتا تريمواليا» من هادريان بعد انتهاء الحرب. قبل استدعائه، كان ليوليوس سيفيروس مسيرة مهنية ناجحة للغاية. كان عادة النقل من مقاطعة كبيرة إلى مقاطعة أصغر بمثابة العقوبة، إلا أنه في هذه المرة كان إجراءً طارئًا. حمل نصب وُجد في مستعمرة إيكوم في دالماتيا التي ينحدر يوليوس سيفيروس منها، ذُكر فيه أنه كان حاكمًا لمقاطعة سوريا وفلسطين أي أنه كان الحاكم للمقاطعة اليهودية حتى نهاية الثورة.
كان تولي يوليوس سيفيروس للقيادة نقطة التحول في الأحداث لصالح الرومان، نظرًا لما كان لديه من خبرة في الحرب في البلاد الجبلية. شكّل سيفيروس عددًا من المجموعات القتالية الرومانية الصغيرة التي عزلت جيوب الثوار الفردية، وقطعت عنها الإمدادات، ودمّرتها. قطع الجيش الروماني الذي كان يتقدم ببطء خطوط الإمداد، انخرط الثوار في دفاع طويل المدى. اعتمد النظام الدفاعي لمدن وقرى المقاطعة اليهودية بشكل أساسي على كهوف الاختباء، والتي أُنشأت بأعداد كبيرة في كل المراكز السكانية تقريبًا. استخدمت العديد من المنازل مخابئ تحت الأرض، حيث كان الثوار يخططون لمقاومة التفوق الروماني من خلال استراجهم إلى ممرات ضيقة أو حتى كمائن تحت الأرض. كانت شبكة الكهوف مترابطة في كثير من الأحيان، ولم تستخدم كمخابئ للمتمردين فحسب، بل أيضًا كمخازن وكملاجئ لعائلات الثوار. استخدمت المخابئ في مرتفعات وبرية الخليل وفي شمال النقب، وإلى حد ما أيضًا في الجليل والسامرة ووادي الأردن. وفقًا لإحصاء تم في يوليو 2015م، رُسمت خرائط لحوالي 350 مخبأ داخل أطلال 140 قرية يهودية. وأظهرت الأبحاث الأثرية في أودية البحر الميت، انسحاب الثوار بعائلاتهم إلى الكهوف التي يصعب الوصول إليها في المراحل الأخيرة من الثورة، حيث تم تجويعهم حتى الموت على يد الجيش الروماني. وفي قلب المقاطعة، دمرت الفيالق بشكل منهجي العديد من القرى اليهودية؛ وظلت أطلالها غير مأهولة لفترة طويلة من الزمن.

### حصار بيتار

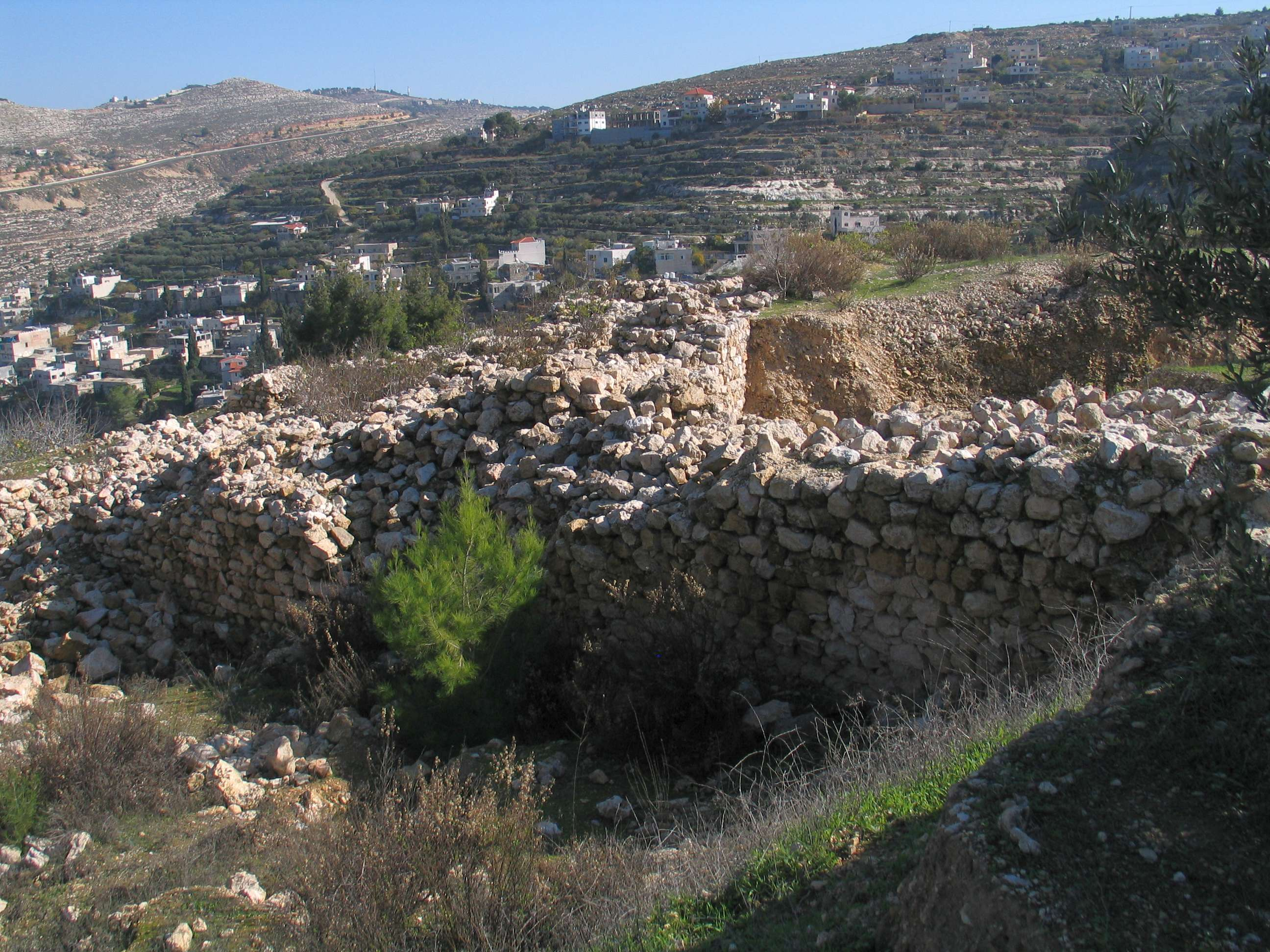
أسوار قلعة بيتار المدمرة، المعقل الأخير لبار كوخبا

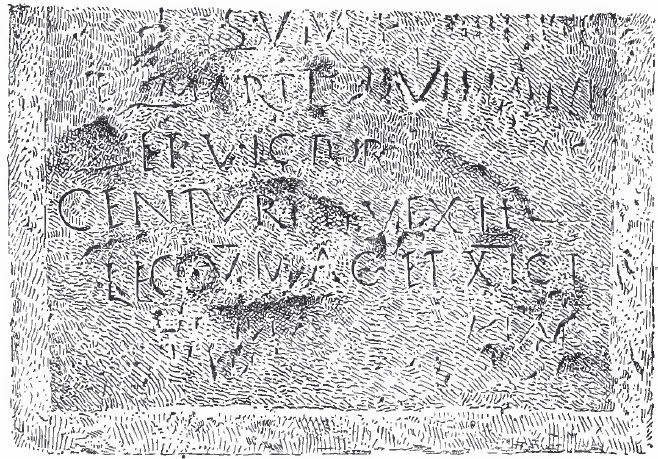
عثر على نقش روماني بالقرب من بيتار يذكر الفيلقين الرومانيين الخامس والحادي عشر.

بعد خسارة العديد من معاقله، انسحب بار كوخبا وبقايا جيشه إلى قلعة قلعة بيتار التي تعرضت للحصار لاحقًا في صيف 135م. يُعتقد أن الفيلق الخامس المقدوني والفيلق الحادي عشر كلوديوس قد شاركا في الحصار. كانت بيتار آخر معاقل الثوار، قبل الحرب كان عدد سكان القرية يتراوح بين 1,000 إلى 2,000 نسمة، ولم تكن القرية مُحصّنة بأسوار. كانت القرية تتمتع بموقع استراتيجي، فهي على قمة تلة تبعد حوالي 11 كم جنوب غرب القدس، وعلى ارتفاع 700 متر فوق مستوى سطح البحر و150 متر فوق وادي السخا، مما وفّر لها حماية طبيعية من الهجمات من ثلاث جهات. أما الجانب الجنوبي، كان الوصول إليه سهلاً، لذا قام المدافعون بحفر خندق بعمق 5 أمتار وعرض 15 مترًا لحماية القرية. ومع ضغط الوقت، قام الثوار بتحصين الموقع بجدار مؤقت إلى حد ما ذو أعمدة وأبراج مراقبة، بارتفاع 5 أمتار على الأقل. وكان من المفترض أن يكون بمثابة خط دفاع لهم.
بنى الرومان سورًا يحيط بالموقع، لقطع إمدادات المياه عن حامية بيتار. إلى جنوب القرية، كان هناك بقايا معسكرين رومانيين، يجاورهما عدة معسكرات أخرى في المناطق المجاورة، لذا قدّر المؤرخ آرون أوبنهايمر وجود ما بين 10,000 إلى 12,000 جندي روماني في مواجهة عدد مماثل من المدافعين عن القرية. استمر الحصار عدة أشهر، إلى أن بلغ الجوع والعطش المدافعين عن القلعة أقصى الحدود، بحسب وصف يوسابيوس القيصري. عندئذ، اقتحم الجيش الروماني بيتار، وانتهوا من أمرها بسرعة كبيرة لدرجة أن أحجار المقاليع التي أعدّها المدافعون عن القرية لم تعد تُستخدم. وفقًا للروايات اليهودية، فقد اخترقت القلعة ودُمّرت في صوم ذكرى خراب الهيكل، الموافق لليوم التاسع من الشهر القمري آف، وهو يوم الحداد على دمار الهيكل اليهودي الأول والثاني. ينسب الأدب الحاخامي سبب الهزيمة إلى قتل بار كوخبا لخاله الحاخام إليعازر حموداي بعد اشتباهه في تعاونه مع العدو، وبالتالي فقد الحماية الإلهية. بعد استيلاء الرومان على القلعة أحدثوا فيها مذبحة. يذكر تلمود القدس أن عدد القتلى في بيتار كان هائلاً، وأن الرومان "واصلوا القتل حتى غمرت الدماء خيولهم حتى أنوفها". وقد ذُكر سقوط بيتار عدة مرات في الأدب الحاخامي، وكان لسقوطها صدى رهيب تشكّل في وجدان الأجيال اليهودية اللاحقة.

## ما بعد سقوط الثورة

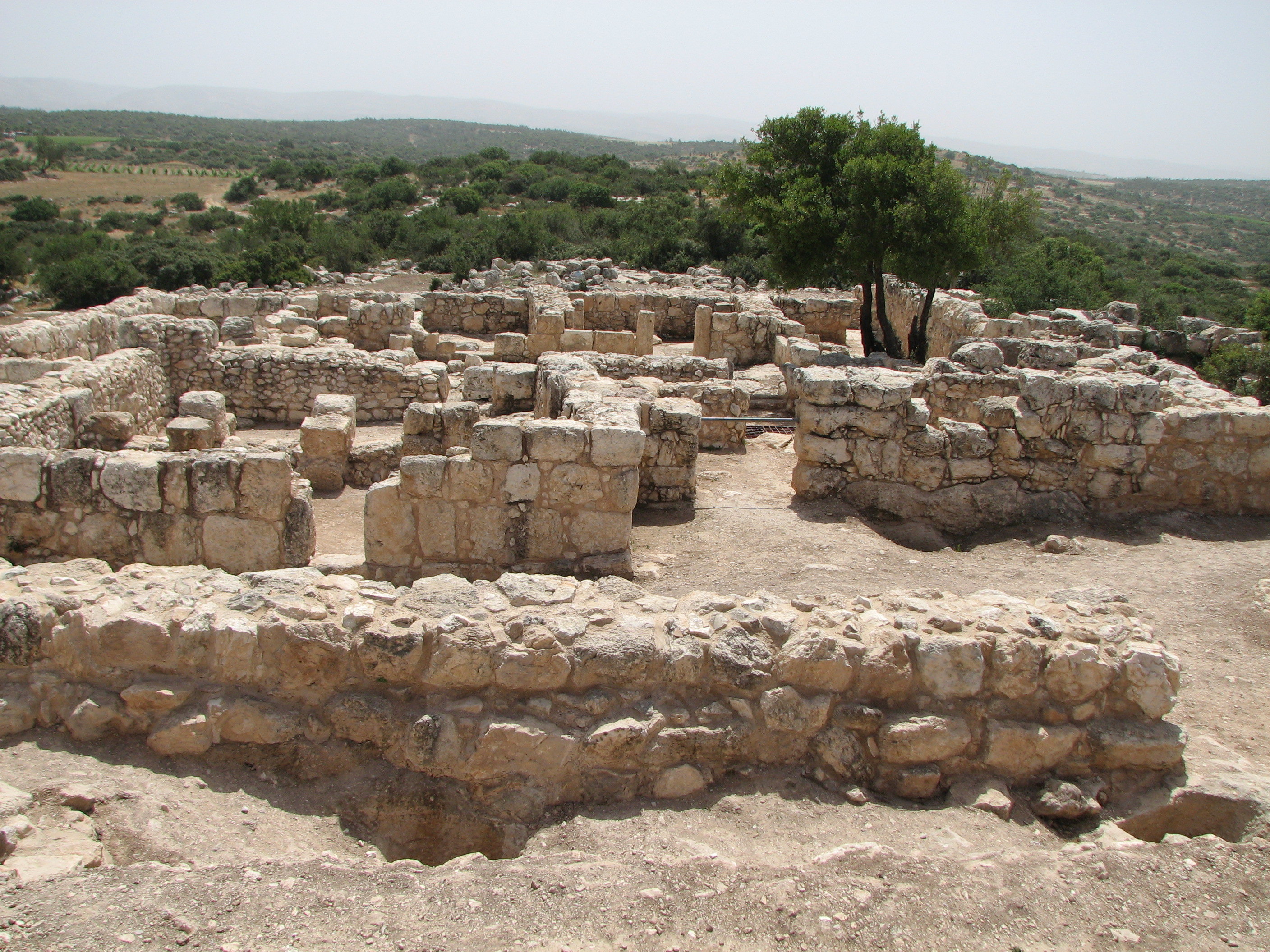
أطلال في قرية أم سويد، يُرجّح أنها كانت لقرية حورفات إيتري التي خُرّبت أثناء الثورة.

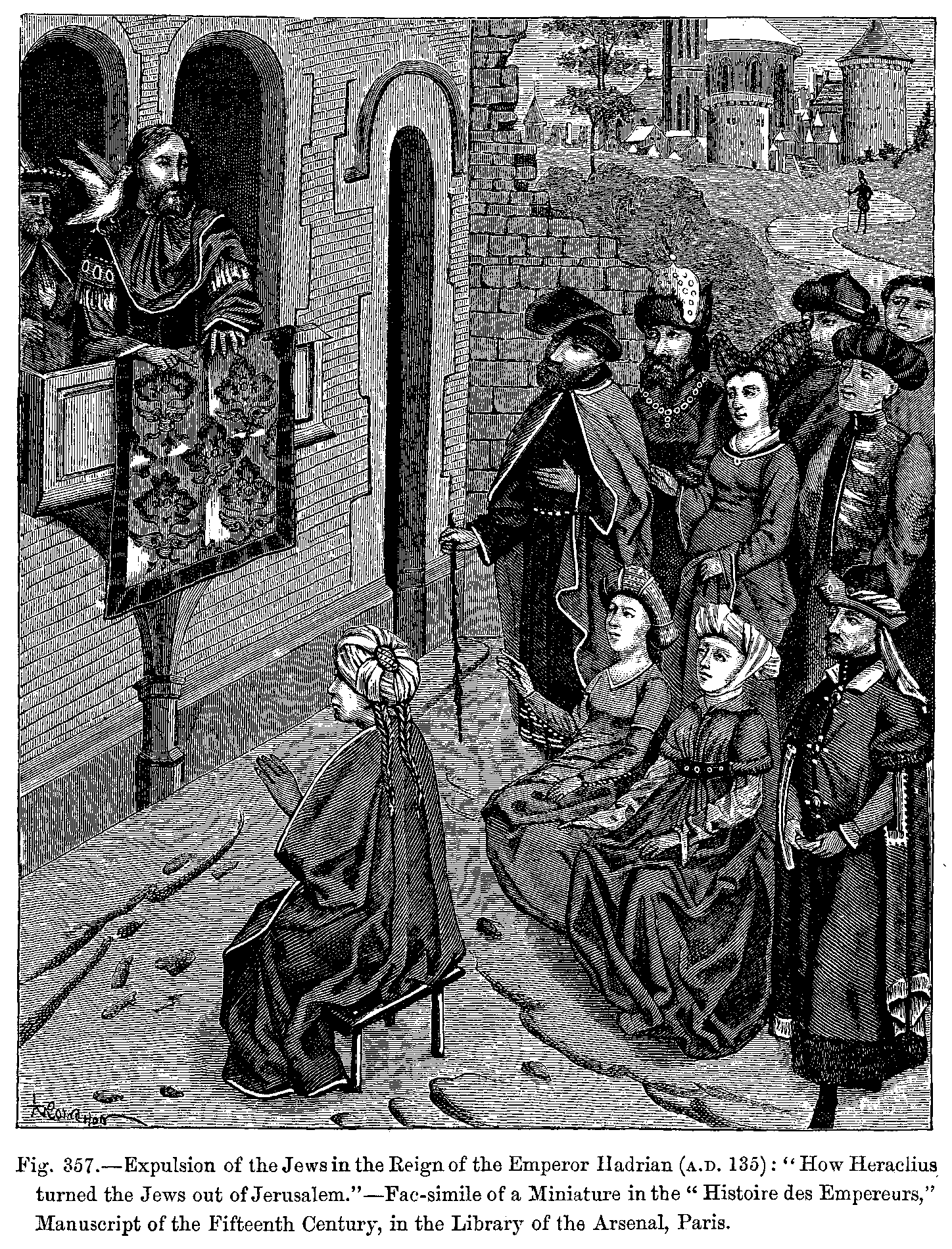
طرد اليهود من القدس خلال عهد هادريان. منمنمة من القرن الخامس عشر الميلادي بعنوان "تاريخ الأباطرة".

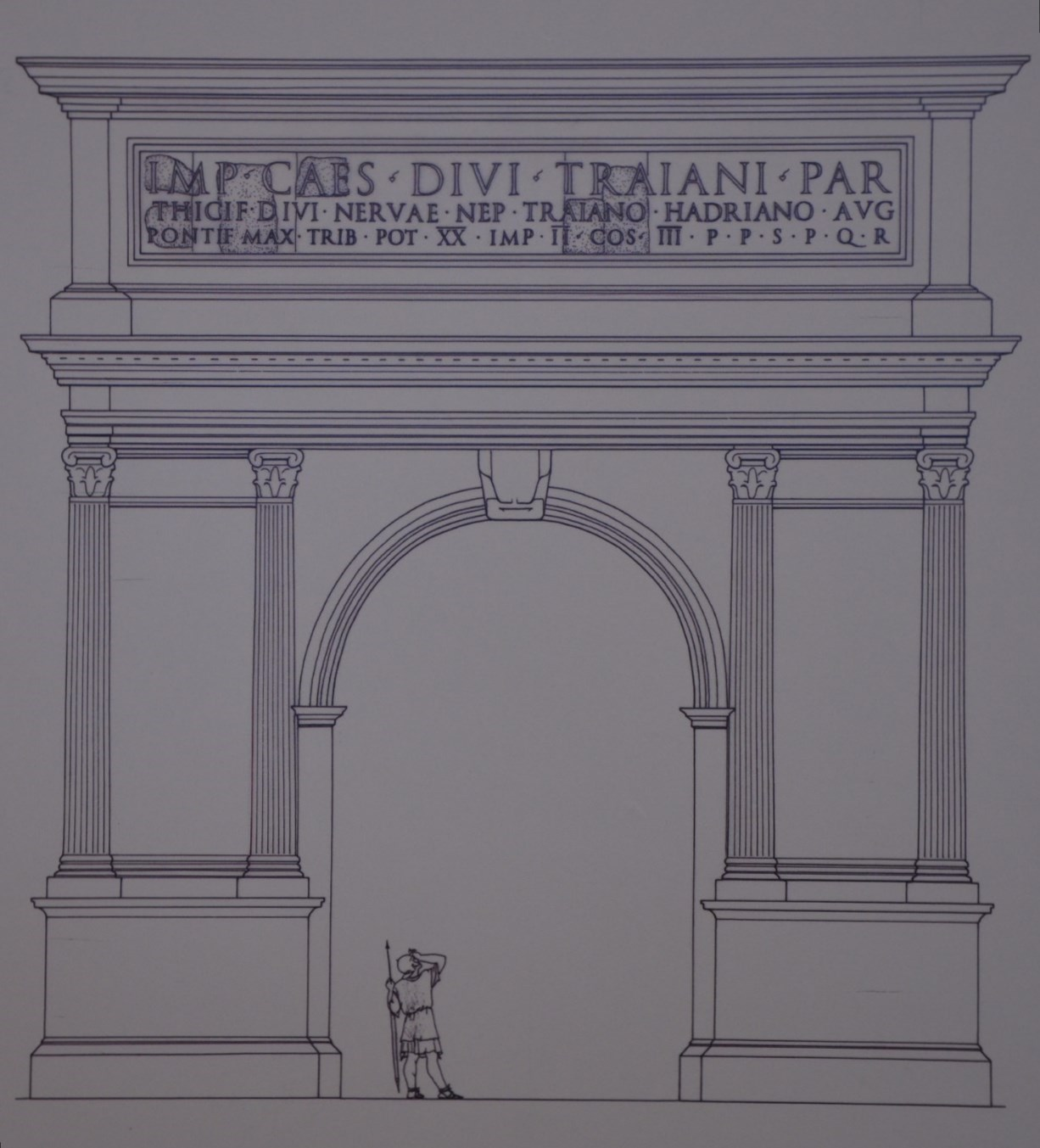
إعادة تصوّر لقوس هادريان في تل شاليم الذي بُني للإمبراطور لتخليد هزيمته لثورة بار كوخبا.

رغم تحقيق الرومان للنصر مع دخول الأشهر الأولى لسنة 136م، إلا أنهم أبقوا لأكثر من ثلاث سنوات قواتها على أهبة الاستعداد، لما كان من هذا التمرد من خطر على الإمبراطورية واستقرارها في الشرق. أشارت شقفة من قوس نصر صغير أو ربما قاعدة تمثال وجدت في روما إلى تكريم مجلس الشيوخ لهادريان. عُثر على هذه الشقفة بجوار معبد فيسباسيان. أعلن هادريان نفسه إمبراطورًا للمرة الثانية، ومنح قادته أوسمة النصر، لكنه منع تسيير موكب للنصر. يعتقد المؤرخ إيك أن مجلس الشيوخ أقام قوسًا شرفيًا ضخمًا في تل شاليم لإحياء ذكرى النصر الروماني.
غيّر الرومان بعد انتصارهم اسم المقاطعة اليهودية الرومانية إلى مقاطعة سوريا فلسطين الرومانية، وظلت تحتفظ بهذا الاسم حتى فتحها العرب في القرن السابع الميلادي. ومع ذلك، كانت تسمية المقاطعة باليهودية مصطلحًا صاغه الرومان، ولم يكن ذلك الاسم الذي يسميها به السكان، حيث استخدم كل من دولة بار كوخبا والمشناه اسم «إسرائيل» لتسميتها. يعتقد المؤرخ أنتوني بيرلي، إن إعادة التسمية هي أيضًا إشارة إلى أن السكان اليهود أصبحوا أقلية نتيجة للحرب في المقاطعة. وزعم بعض المؤرخين المسيحيين القدامى أنه صدر قرار بمنع اليهود من دخول إيليا كابيتولينا، ومن خالف ذلك كان مصيره الموت. لم يذكر كاسيوس ديو والكتابات الحاخامية عن مثل هذا الحظر. لذا، يُرجّح أن الرومان لم يطبقوا هذا الأمر بصرامة، لأنه كان هناك على ما يبدو مجموعة يهودية زاهدة كانوا يسمون أنفسهم ("الحزانى على صهيون") استقروا في المدينة. فيما أكّد المؤرخ مور أن اليهود طُردوا من مناطق جفنا وهيروديوم وعقربا. كما أصدر هادريان سلسلة من المراسيم الدينية التي تهدف إلى اقتلاع القومية اليهودية من المنطقة، فمنع الاحتكام إلى شريعة التوراة أو استخدام التقويم العبري، وأعدم علماء اليهود. كما أحرق مخطوطات اليهود المقدسة في مراسم احتفالية في مجمع المعبد الكبير لجوبيتر الذي بناه على جبل الهيكل، ونصب تمثالين في هذا المعبد، أحدهما تمثالًا لجوبيتر والآخر تمثالًا له. ظلت هذه المراسيم سارية حتى وفاة هادريان سنة 138م، الذي أدت وفاته إلى ارتياح كبير في المجتمعات اليهودية الباقية.
أما على نطاق الخسائر البشرية، فقد كان لثورة بار كوخبا عواقب كارثية على السكان اليهود في المقاطعة اليهودية، فقد تعرضوا لخسائر فادحة في الأرواح، ولتهجير قسري واستعباد واسعي النطاق. تجاوزت خسائر هذه الثورة الخسائر التي منيت بها الثورة اليهودية الكبرى، وصفها بعض الباحثين بأنها عمل من أعمال الإبادة الجماعية. فبعد سقوط قلعة بيتار، قامت القوات الرومانية بعمليات قتل منظمة، ودمرت جميع القرى اليهودية المتبقية في المنطقة، وطاردت الفارين، وأوكلت هذه المهمة إلى الفيلق الثالث القوريني. اختلف المؤرخون حول مدة الحملة الرومانية بعد سقوط قلعة بيتار. ففي الوقت الذي إدعى فه البعض أن المقاومة كُسرت بسرعة، يرى آخرون أن جيوب الثوار اليهود اختبأوا مع عائلاتهم خلال شهور شتاء 135م وربما حتى ربيع 136م. ولكن من المؤكد، أنه بحلول أوائل سنة 136م، كان الثوار قد انهزموا. وفقًا للمؤرخ القديم كاسيوس ديو، فقد تعرّض اليهود لخسائر فادحة حيث سقطت 50 قلعة ودُمّرت 985 منطقة سكنية، وقُتل نحو 580,000، ومات عدد غير معروف بسبب الجوع أو المرض أو الحرق، وأصبحت كل أراضي المقاطعة تقريبًا أرضًا قاحلةً. يعتقد المؤرخ شيفر أن الأرقام التي قدمها كاسيوس ديو مبالغ فيها، لكنه يعتقد أن الخسائر السكانية كانت كبيرة، حيث تدمّر الهيكل الاقتصادي للمنطقة إلى حد كبير. كما صودرت أراضي من قُتل أو استُعبد من اليهود، وضُمت إلى الخزانة الإمبراطورية. وكان من الصعب العثور على مشترين لهذه الأراضي، لذا عُرضت على المحاربين القدامى لتملُّكها. يعتقد الأثري كلاين، أن النقوش والعملات المكتشفة في المنطقة التي ترجع لفترة ما بعد الثورة، تشير إلى أن السلطات الرومانية استبدلت اليهود المُهجّرين والمقتولين بسكان مختلفين يتكونون من خليط من المحاربين الرومان القدامى ومهاجرين من الأجزاء الغربية من الإمبراطورية الذين استقروا في إيليا كابيتولينا وضواحيها ومراكزها الإدارية وعلى طول الطرق الرئيسية، بالإضافة إلى مهاجرين من السهل الساحلي والمقاطعات المجاورة من  سوريا وفينيقيا والعربية الذين استقروا في ريف المقاطعة.
أما من استعبدوا من الأسرى اليهود، فقد بيعوا في مناطق مختلفة من الإمبراطورية. تشير إحدى الحوليات المكتوبة في القرن السابع الميلادي التي استندت إلى مصادر قديمة مفقودة، إلى أنه "بيع الأسرى اليهود بسعر وجبة حصان واحدة". يشير هذا السعر إلى أن سوق العبيد كان مُغرقًا بالعبيد الجدد. وفقًا للمؤرخ هاريس، فإن العدد الإجمالي للأسرى المستعبدين الذين أُسروا في الثورة كان أعلى بكثير من 100,000 أسير. أما الأسرى الذين لم يتم بيعهم كعبيد، فقد أرسلوا إلى غزة ومصر وأماكن أخرى، مما أدى إلى زيادة كبيرة في الشتات اليهودي. ونتيجة تضاءل عدد اليهود في المنطقة بعد فشل ثورة بار كوخبا، بدأت اللغة العبرية تختفي من التعاملات اليومية، وبدخول القرن الثالث الميلادي، لم يعد بإمكان الأطباء التعرف على الأسماء العبرية للعديد من النباتات المذكورة في المشناه.
ورغم كل هذه الإجراءات، بقي هناك تواجد يهودي بسيط في أطراف المقاطعة في إليوثيروبوليس وعين جدي وتلال الخليل الجنوبية، بالإضافة إلى تجمعات يهودية على طول السهل الساحلي، في قيسارية وبيت شيعان ومرتفعات الجولان. كما انتقلت بعض اليهود إلى الجليل التي أصبحت مركزًا دينيًا جديدًا لليهود، حيث تجمّعت فيها بعض عائلات الحاخامات في صفورية. وهناك، أنتج يهود الجليل المشناه وجزء من التلمود في الفترة من القرن الثاني الميلادي إلى القرن الرابع الميلادي.

## دولة بار كوخبا

### عملات الدولة

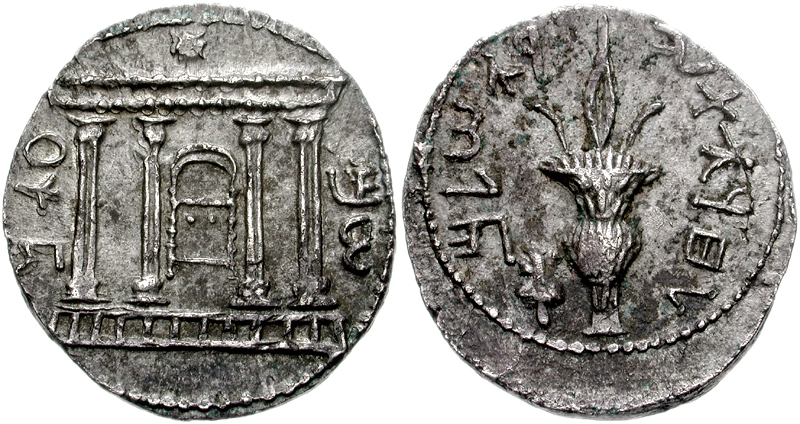
تترادراخما فضية أصدرتها دولة بار كوخبا. يحمل وجه العملة نقشًا للهيكل مع اسم شمعون، أما الظهر، فعليه نقش لسعف نخيل مع الأترج المستخدمة في عيد المظال اليهودي، مع كتابة "خلاص القدس".

كان سك العملات المعدنية هو امتياز للدول ذات السيادة، لذا فقد كان سك بار كوخبا لعملاته الخاصة بمثابة إعلان للحرب ضد روما. صادر الثوار العملات الرومانية المتداولة ذات الرموز الوثنية، وأعادوا سكّها. يرى المؤرخ ياكوف مشرور، أن عملية إعادة سك العملات الرومانية كانت بمثابة رسالة دينية وسياسية. أشار المؤرخ مارتن غودمان إلى أن ارتباط النقوش التي حملتها عملات بار كوخبا الفضية والبرونزية الجديدة، بتلك الخاصة بالثورة اليهودية الكبرى من حيث اختيار نفس الزخارف (أشجار النخيل، سعف النخيل)، نفس الكلمات الرئيسية "الحرية – الفداء – القدس"، واستخدام الخط العبري القديم، رغم انتشار الخط المربع في زمن بار كوخبا على نطاق واسع. وعلى الرغم من ارتباط هذه النقوش بنقوش عملات الثورة اليهودية الكبرى السابقة، إلا أن العملات الجديدة لم يظهر فيها مصطلح "صهيون" في النقوش حيث استبدل بمصطلحي "إسرائيل" و"القدس"، كما حملت اسمي زعيمي الثورة شمعون وإليعازر، في حين لم تظهر أسماء قادة الثورة اليهودية الكبرى على عملاتهم المعدنية.

### القادة

#### بار كوخبا
لم ينقل المؤرخون شيئًا عن عائلة زعيم الثوار شمعون بار كوخبا أو بن كوسيبا، كما حملت العملات اسمه الأول فقط "شمعون"، وغالبًا ما حملت لقبه "ناسي". تشير كل من المصادر الحاخامية والمسيحية، بالإضافة إلى الاكتشافات النصية في برية الخليل إليه بلقبه. يظهر من رسائل بار كوخبا كونه قائدًا عسكريًا عدوانيًا في تعامله الشخصي مع القضايا الانضباطية والمشاكل اليومية. كما كان يعطي اهتمامًا خاصًا لمراعاة الشريعة اليهودية. على سبيل المثال، اهتم بار كوخبا بتوافر سعف النخيل والأترج والآس وأغصان الصفصاف للاحتفال بعيد المظال في معسكر جنوده. ذكر القديس جاستن في إحدى كتاباته القليلة المعاصرة لهذه الفترة عن بار كوخبا، قائلًا: «خلال الحرب اليهودية التي اندلعت مؤخرًا، أمر بار كوخبا قائد ثورة اليهود، باقتياد المسيحيين فقط إلى أشد العقوبات إذا لم ينكروا المسيح ويجدفوا عليه». فاستدل المؤرخ شيفر من ذلك ومن رسائل أخرى لبار كوخبا، أنه اتخذ إجراءات صارمة ضد الأفراد أو الجماعات التي لم تقبل سلطته. من غير المعروف سبب معارضة المسيحيين في المقاطعة اليهودية لبار كوخبا، ولكن يُعتقد بشكل عام أنهم رفضوا اعتبار بار كوخبا مسيحًا.

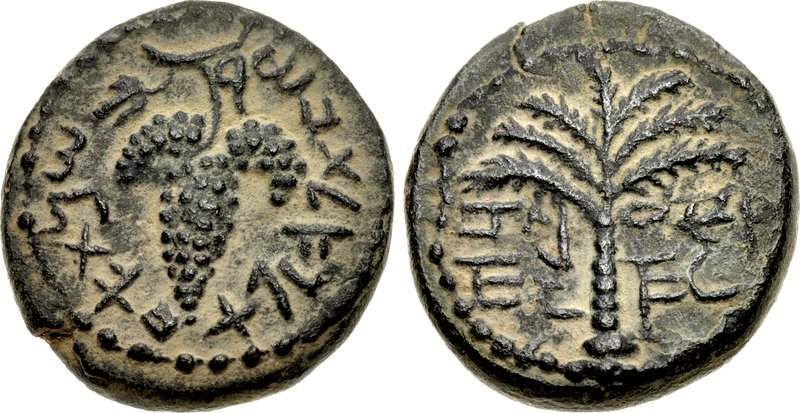
إحدى عملات ثورة بار كوخبا، يحمل الوجه نقش بارز "عنب"، مع نص "السنة الأولى لخلاص إسرائيل". أما الظهر، فعليه نقش لنخلة، وعبارة "الكاهن إليعازر".

هناك شاهدان في عملات الثورة يُستدل منهما على إدعاء بار كوخبا أنه المسيح المنتظر، وهما النجمة والعنب. ففي العملة التي تُظهر واجهة الهيكل ونجمة فوقه. يرى الأثري ليو ميلدنبرج أن هذه النجمة ما هي إلا وردة، وهي واحدة من الزخارف العديدة التي كانت مرسومة على الهيكل. كما زعم المؤرخ شيفر أن الأهمية المسيحانية للعنب محتملة، لأنه أيضًا رمز لخصوبة أرض إسرائيل في الكتابات التي تصف فترة المسيح. كذلك، تصوّر عملات بار كوخبا واجهة الهيكل بالإضافة إلى زخارف لأدوات تعبُّدية مثل الآلات الموسيقية. من ذلك، يمكن استنتاج أن استعادة القدس وإعادة ذبح القرابين في الهيكل كانا أهدافًا رئيسيةً للثوار، رغم ذلك لا يمكن التأكيد على ما إذا كان بار كوخبا قد استهدف ذلك، أم أنه استخدمها في عملاته لتحفيز مقاتليه. وقد استخدمت كل من العملات المعدنية ووثائق الثورة مصطلحي "الفداء" و"الخلاص"، اللذان مثّلا مزيجًا معقدًا من التوقعات الدينية والسياسية والاجتماعية التي تطلع أتباع بار كوخبا تنفيذها.
من المؤكد أن بار كوخبا حمل اللقب العبري "ناسي إسرائيل"، وجعل اسم دولته «إسرائيل» التي حافظت على استقلالها لأكثر من سنتين ونصف السنة. كان لقب «ناسي» لقبًا دينيًّا استخدم في سفر حزقيال يرمز للأمير الذي سيحكم في آخر الزمان. أما المشناه، فقد استخدم اللقب "ناسي" كمرادف لكلمة "ملك" لوصف الحكام العلمانيين. وبصفته "ناسي إسرائيل"، كانت مهمة بار كوخبا الرئيسية تحرير المقاطعة اليهودية عسكريًا من الحكم الروماني.
اعتبر الحاخام اليهودي عكيفا بن يوسف الذي كان الزعيم الروحي للثورة شمعون بار كوخبا المسيح اليهودي، ومنحه الاسم الآرامي بار كوخبا والذي يعني "ابن النجم"، في إشارة إلى نبوءة النجم في سفر العدد: «يبرز كوكب من يعقوب» لم يُذكر اسم بار كوخبا في التلمود، ولكن ذُكر في المصادر الكنسية.

#### الكاهن إليعازر
كان الكاهن إليعازر من شخصيات الثورة البارزة حتى أنه سُكّت عملات باسمه. فسّر بعض الباحثين الإسرائيليين أمثال باروخ كانائيل ويهودا ديفير وييفين لقب الكاهن على أنه كان رئيس الكهنة، واستنتجوا من ذلك أنه كان القائد الديني للثورة، وبالتالي كانت له سلطة تفوق سلطة بار كوخبا. زلكن نظرًا لتكرار اسم إليعازر في المصادر الحاخامية التي تناولت الثورة عدة مرات، فإن تحديد أي شخص يُدعى إليعازر الذي يتحدث عنه النص في المصادر الحاخامية هو أمر تخميني. وفي هذا السياق، تكرر ذكر الحاخام إليعازر حموداي العم المزعوم لبار كوخبا، لذا يعتقد المؤرخ ويليام هوربوري أن الأقوال المنسوبة إلى إليعازر حموداي في الروايات الحاخامية تُظهر الصبغة الدينية لثورة بار كوخبا.

#### الحاخام عكيفا
نسبت العديد من المصادر التي تناولت الثورة دورًا تنظيميًا للحاخام عكيفا بن يوسف عالم التوراة البارز. في القرن التاسع عشر الميلادي، تبنّى المؤرخ نحمان كروشمال نظرية تقول بأن الحاخام عكيفا سافر إلى جميع أنحاء الشتات لجمع الأموال والمؤيدين للثورة. اعتمد المؤرخ هاينريش جرايتس هذه النظرية في أعماله التاريخي التي لاقت استحسانًا كبيرًا. وحين أعلن عكيفا أن بار كوخبا هو المسيح، سجنه الحاكم تينيوس روفوس، ومات في سجنه. لم تذكر الروايات الحاخامية المتفرقة التي تناولت الثورة الغرض السياسي لرحلات عكيفا، لذا لا يتعدى اعتبار الغرض من رحلاته الترويج للثورة إلا فرضية.
ربطت ثلاث مقاطع في الكتابات الحاخامية بين عكيفا وبار كوخبا، من بينها ما يسمى بإعلانه كمسيح: «عندما رأى الحاخام عكيفا ابن كوزيبا قال: برز نجم من يعقوب، وبرز كوخبا من يعقوب؛ إنه الملك المسياني». ورد في تفسير مسياني قديم للعدد 17 من الإصحاح 24 من سفر العدد: «سيبرُز نجم من يعقوب، وسيقوم رجل من إسرائيل...» لم يكن هذا التفسير شائعًا في قمران فحسب، إنما شاع في نطاق أوسع بين أوساط اليهود. يرى المؤرخ شيفر أنه لا يمكن تحديد ما إذا كان هذا تحديد كون بار كوخبا هو المسيح كان منشأه عكيفا أم أنه نُسب ذلك إليه في وقت لاحق.

### المناطق التي سيطر عليها بار كوخبا

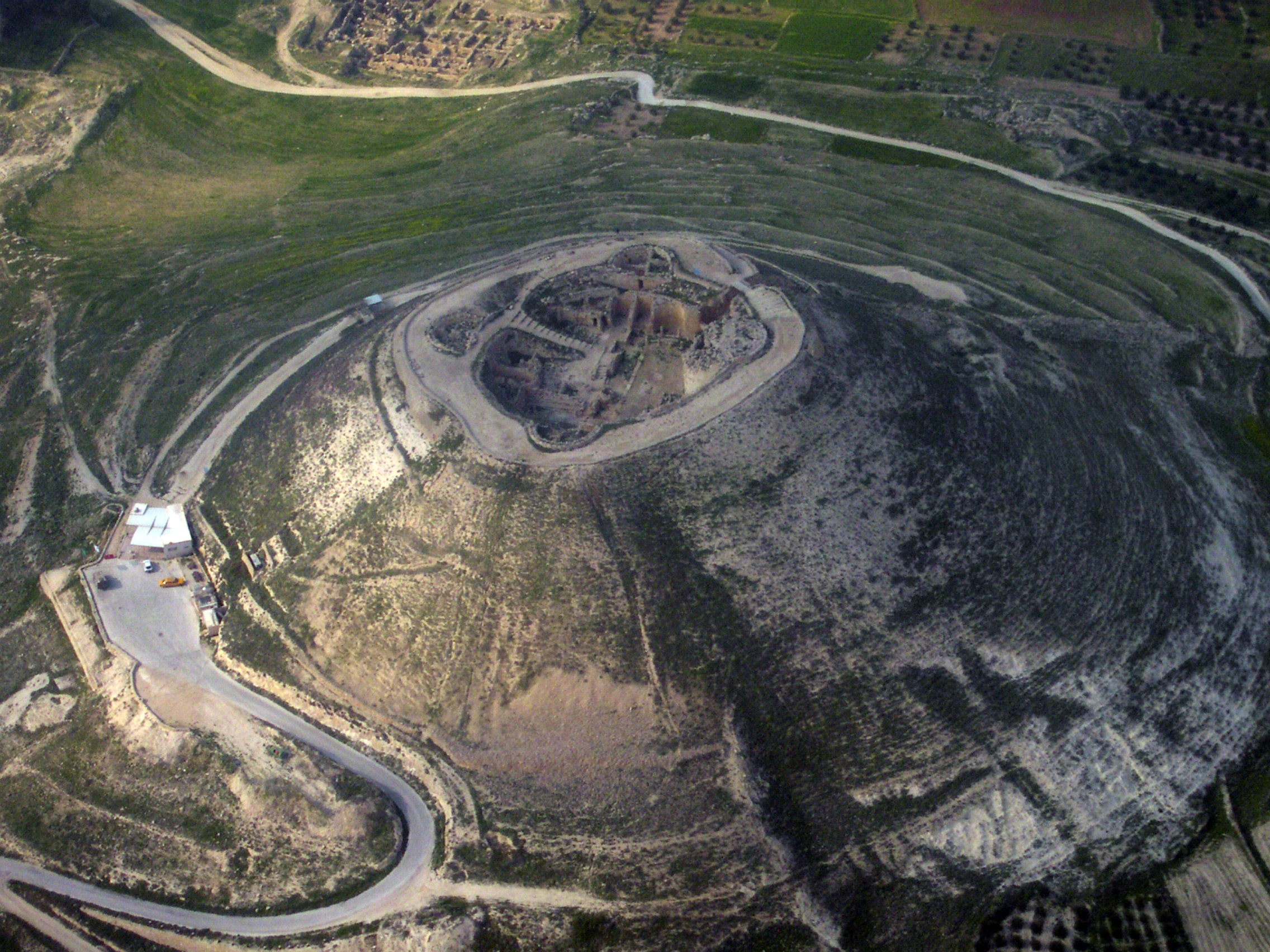
كانت هيروديوم مركزًا لإدارة الثورة، وربما كانت مركزها الرئيسي. لم تتم توسعة قلعة هيروديوم التي كانت متداعية بالفعل أثناء الثورة، بل كانت بمثابة مكان مؤقت للإقامة.

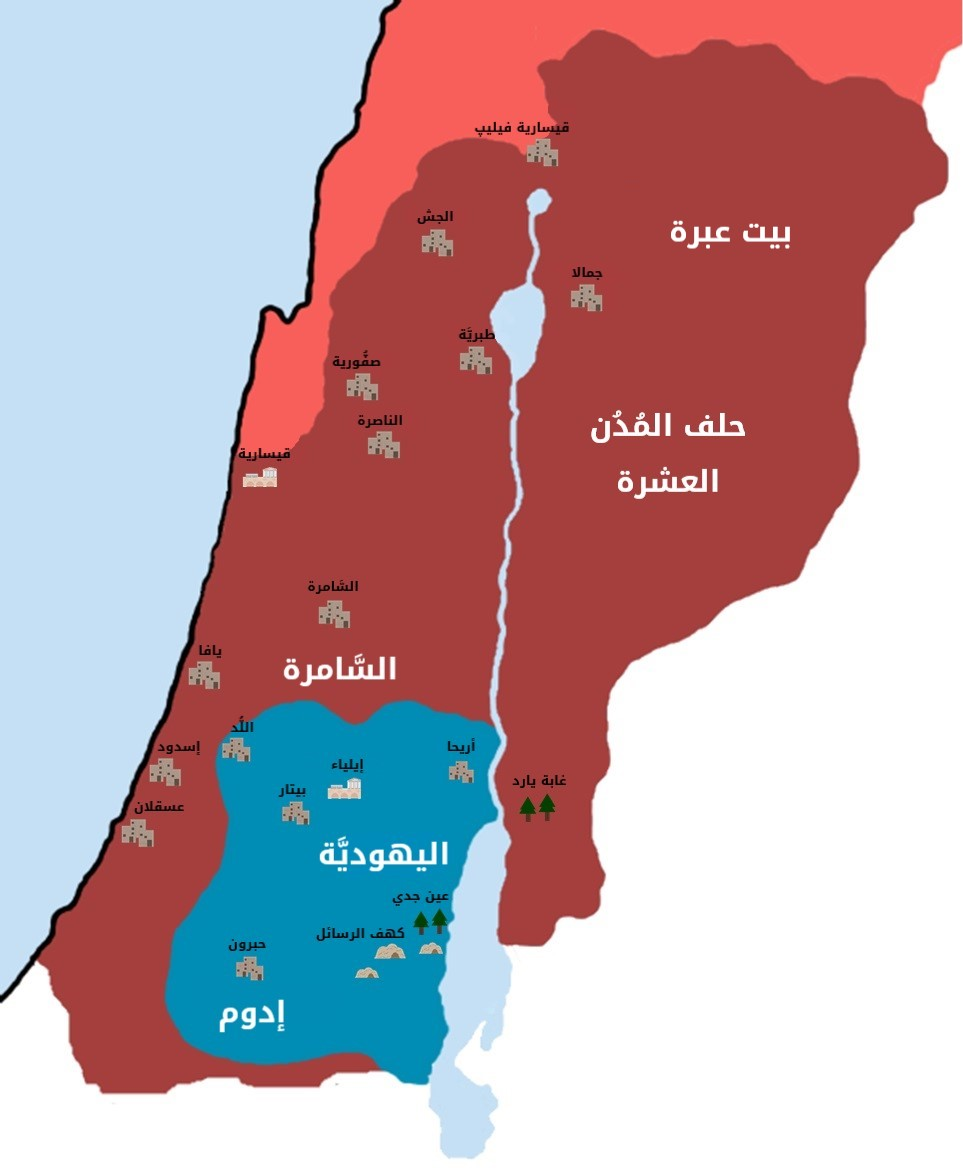
الأراضي التي سيطر عليها الثوار باللون الأزرق.

انقسم المؤرخون إلى فريقين حول النطاق الجغرافي للثورة، أحدهما زعم أن الثورة امتدت عبر كامل المقاطعة اليهودية وما جاورها من مقاطعات، والآخر حصرها في منطقة تلال الخليل والمناطق المحيطة بها مباشرة. ومن المتفق عليه أن ثورة بار كوخبا شملت كل قرى تلال الخليل، وبرية الخليل، والأجزاء الشمالية من صحراء النقب. لكن من غير المؤكد ما إذا كانت الثورة قد انتشرت خارج المقاطعة اليهودية أم لا. وأشار المسح الأثري الذي أجري في السامرة سنة 2015م إلى وجود حوالي 40 كهف للاختباء ترجع لتلك الفترة، احتوى بعضها على عملات معدنية مسكوكة لبار كوخبا، مما يشير إلى أن الحرب اندلعت في السامرة بكثافة عالية. كما يعتقد أن يهود من بيرية شاركوا في الثورة. بدا ذلك واضحًا آثار التدمير التي تظهر في الطبقات الأرضية التي يرجع تاريخها إلى أوائل القرن الثاني الميلادي في تل أبو السربوت في دير علا والمخيات وعين الزارة.
حتى سنة 1951م، كانت العملات المعدنية لثورة بار كوخبا هي الأداة الأثرية الوحيدة للتأريخ للثورة. ونظرًا، لاحتواء بعض العملات على عبارة "من أجل حرية القدس"، وعدم العثور على عملات الثورة في القدس، لذا فمن الراجح أن الثوار لم يضموا القدس. وحين وجد الأثريون أربع مخطوطات في وادي مربعات استنتجوا من محتوباتها سيطرة ثوار على القدس، ولكن بعد التحقق من تاريخها باستخدام الكربون المشع، وُجد أنها ترجع لزمن الثورة اليهودية الكبرى. وفقًا للأثري حنان إيشل، فإن العثور على ثلاث عملات معدنية فقط من عملات بار كوخبا في الحفريات الأثرية في مدينة القدس، تؤكد وبوضوح عدم سيطرة الثوار على المدينة. ولأسباب سياسية وعسكرية أيضًا، يُعتقد أن استيلاء مقاتلي بار كوخبا على القدس كان أمرًا مستبعدًا، نظرًا لأنه لتحقيق ذلك كان على الثوار هزيمة الفيلق المتمركز هناك، وهو ما لم يكن الرومان سيسمحون بحدوثه، وإنما كانوا سيردون على الهجوم بإجراءات مضادة كبيرة، ولأصبح الثوار محاصرين داخل المدينة. لذا، كانت مهاجمة القدس بمثابة الفخ للثوار، وهو ما حدث من قبل أثناء الثورة اليهودية الكبرى. ورغم ذلك، ذكر عدد من المؤرخون القدامى أمثال أبيان وجاستن ويوسابيوس وجيروم إعادة فتح القدس على يد هادريان. وفقًا لتحليل المؤرخ شيفر للنصوص التي أوردها هؤلاء المؤرخون في كتاباتهم، قال بأن جاستن ويوسابيوس وجيروم اهتموا فقط كمؤلفين مسيحيين بحقيقة أن القدس لم تعد أخيرًا في أيدي اليهود في عصرهم. أما أبيان الذي كتب أن هادريان "دمر" القدس؛ فيزعم شيفر بأن هادريان دمر القدس اليهودية تمامًا من خلال إعادة بناء مستعمرة إيليا كابيتولينا، وبالتالي ليست هناك حاجة للتفكير في حصار فعلي للمدينة من قبل الجيش الروماني خلال ثورة بار كوخبا.
رغم التشابه بين المخابئ التي عُثر عليها في الجليل مع مخابئ ثوار بار كوخبا، وحقيقة احتفاظ الجليل بطابعه اليهودي بعد انتهاء الثورة، اعتبرت تلك الشواهد إشارة على أن الجليل لم تنضم إلى الثورة أو أن التمرد سُحق فيها مبكرًا. ويؤكد ذلك عدم العثور على عملات معدنية لبار كوخبا في الجليل أو شرق الأردن، فزاد ذلك من احتمال عدم خضوع تلك المناطق لسلطة دولة بار كوخبا، وإن كان من غير المستبعد أنها كانت مسارح لعمليات القتال.
كان المركز الرئيس للثورة في المنطقة التي تحدها بيتار من الشمال الغربي، وحبرون من الجنوب الغربي، والبحر الميت من الشرق. أما رقعة دولة الثوار، فكانت أكبر. يأمل الباحثون أن تؤدي الأبحاث حول مخابئ الثوار إلى تكوين رؤية جديدة حول الموضوع. وعلى أساس هذا الأساس، قام الباحثان عاموس كلونر وبوعاز زيسو برسم حدود المنطقة على النحو التالي:
- من الشرق وادي الأردن والبحر الميت.
- من الغرب سفوح سهل وادي الخليل بدون السهل الساحلي.
- من الشمال، خط يمتد من موقع أنتيباتريس الأثري حتى موقع حصن ألكسندريون إلى وادي الأردن.
- من الجنوب خط من بئر السبع وتل عراد إلى البحر الميت.[176]

## الآثار

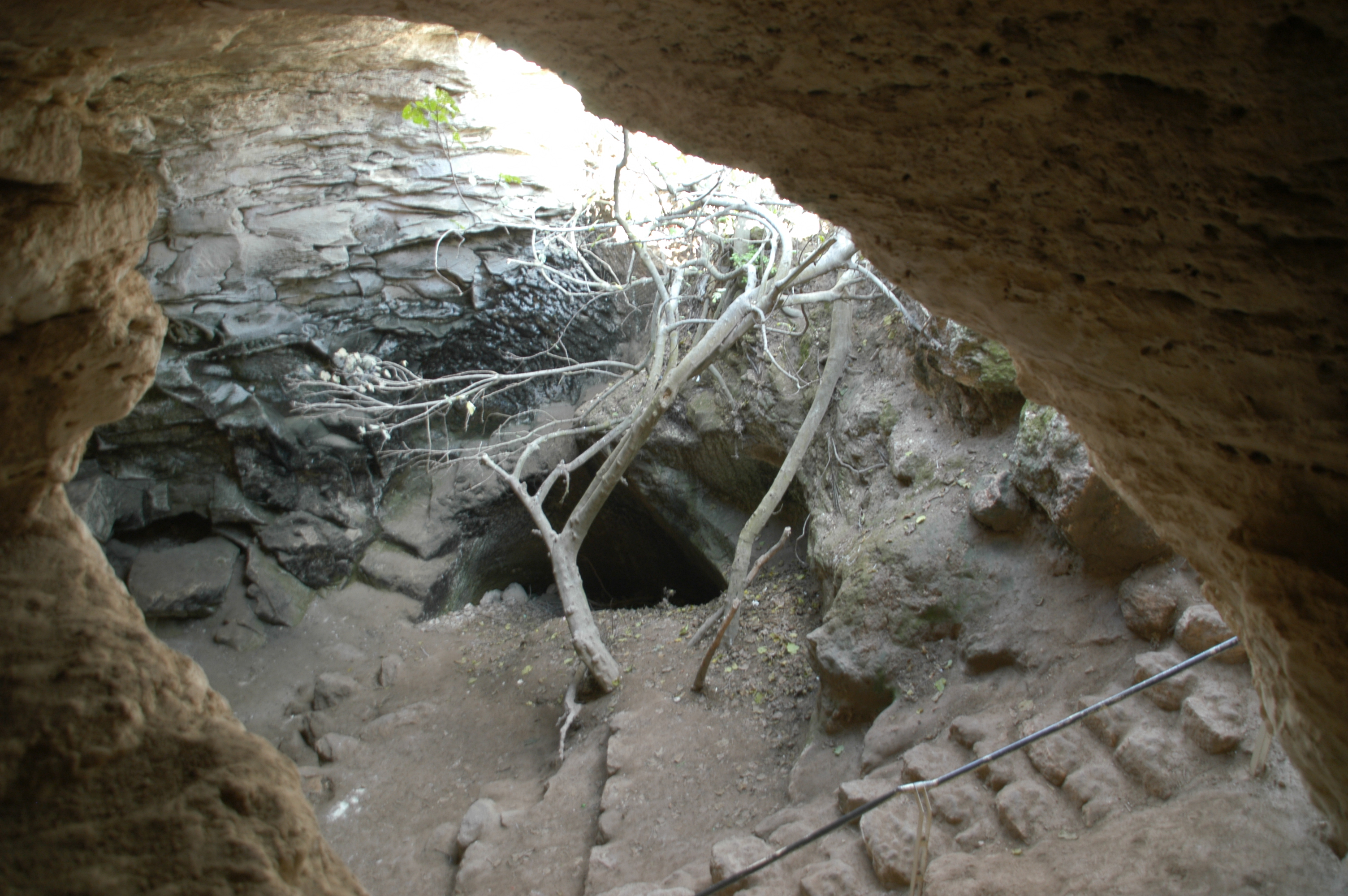
مدخل مخبأ يرجع لزمن ثورة بار كوخبا عُثر عليه في خربة مدراس.

أجريت العديد من الحفريات الأثرية خلال القرنين العشرين والحادي والعشرين في أنقاض قرى يهودية منذ العصر الروماني في جميع أنحاء يهودا والسامرة، وكذلك في المدن التي سيطر عليها الرومان في السهل الساحلي. عُثر في أطلال تلك القرى على مبانٍ ومنشآت تحت الأرض كالمخابئ وكهوف الدفن ومرافق التخزين. أظهرت الحفريات في المواقع الأثرية مثل حرفات إيتري وموديعين عيليت أن تلك القرى اليهودية دُمّرت في الثورة، ولم تستوطن إلا من قبل سكان وثنيين في القرن الثالث الميلادي.  كما تُظهر الاكتشافات في مدن يهودية مثل جوفنا أن الوثنيين من الثقافة الهلنستية والرومانية عاشوا هناك خلال نهاية الفترة الرومانية.
وفقًا لنتائج تنقيب عالم الآثار إيهود نيتزر في هيروديوم التي نشرها سنة 1985م، فإن أنفاق معقدة حُفرت أثناء ثورة بار كوخبا سمحت بشن هجمات مفاجئة على الوحدات الرومانية التي كانت تحاصر التل. كما أظهر نقش حجري عليه أحرف لاتينية عُثر عليه في أطلال قلعة بيتار أن الفيلق الخامس المقدوني والفيلق الحادي عشر كلوديوس شاركا في حصار القلعة. وقد اكتشفت العديد من أنظمة المخابئ التي ترجع لزمن ثورة بار كوخبا، وهو ما يتوافق مع ما ذكره كاسيوس ديو بأن الثوار استخدموا شبكات تحت الأرض كجزء من تكتيكاتهم لتجنب المواجهات المباشرة مع الرومان.

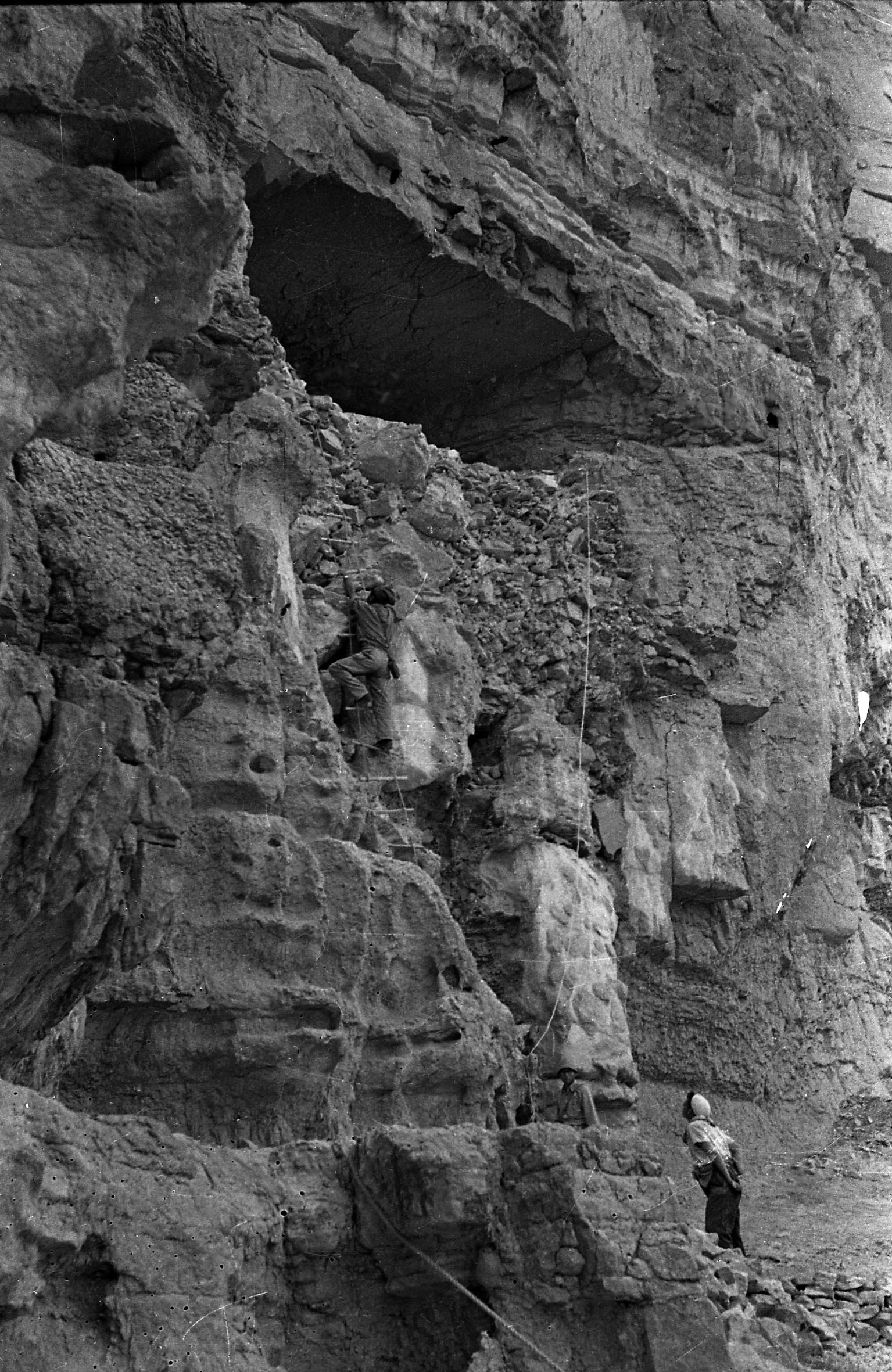
كهف الرسائل، اكتشفت فيه عدة وثائق ترجع لتلك الفترة، من بينها رسائل من شمعون بار كوخبا إلى أهالي عين جدي.

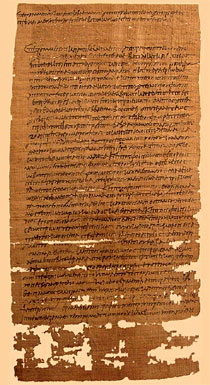
مخطوط عُثر عليه في أحد الكهوف

قرب نهاية الثورة، فرّ العديد من اليهود للنجاة بحياتهم إلى الكهوف معظمها في برية الخليل في المنحدرات المطلة على البحر الميت وغور الأردن. أغلب هذه الكهوف كهوف طبيعية كبيرة تقع في منحدرات عمودية يتعذر الوصول إليها تقريبًا. من بين المكتشفات في تلك الكهوف نقوداً وأسلحة وأوراق، وحتى مفاتيح منازلهم، ربما لنيتهم العودة إلى منازلهم بعد انتهاء القتال. تعد أشهر هذه الكهوف كهف الرسائل في ناحال حيفر والكهوف في وادي مربعات التي عُثر فيها على عدد كبير من الوثائق المكتوبة من زمن الثورة، بالإضافة إلى كهف الرعب الذي سُمّي بذلك بعد اكتشاف هياكل عظمية لأربعين يهودي رجال ونساء وأطفال فرّوا أثناء ثورة بار كوخبا.
وفي سنة 2023م، اكتشف علماء الآثار مخبأ يحتوي على أربعة سيوف رومانية وبيلوم مخبأة داخل شق في كهف يقع داخل محمية عين جدي الطبيعية. بعد تحليل أنواع تلك السيوف واكتشاف عملة ثورة بار كوخبا داخل الكهف، رجّح العلماء بقوة فرضية أن هذه الأدوات أخفاها ثوار يهود أثناء ثورة بار كوخبا، خشية اكتشافها من قبل السلطات الرومانية. وحتى سنة 2023م، اكتشفت 24 قطعة نقدية من عملات ثورة بار كوخبا خارج المقاطعة اليهودية في أجزاء مختلفة من أوروبا، من بينها ما كان يعرف آنذاك بمقاطعات بريطانيا وبانونيا وداشيا ودالماتيا بالقرب من مواقع عسكرية رومانية في تلك الأماكن، مما يُرجّح أنها لجنود رومان شاركوا في قمع الثورة أحضروا العملات المعدنية معهم كتذكارات، أو لأسرى يهود أو لعبيد أو لمهاجرين وصلوا إلى تلك المناطق في أعقاب الثورة.

## المصادر والأبحاث حول الثورة

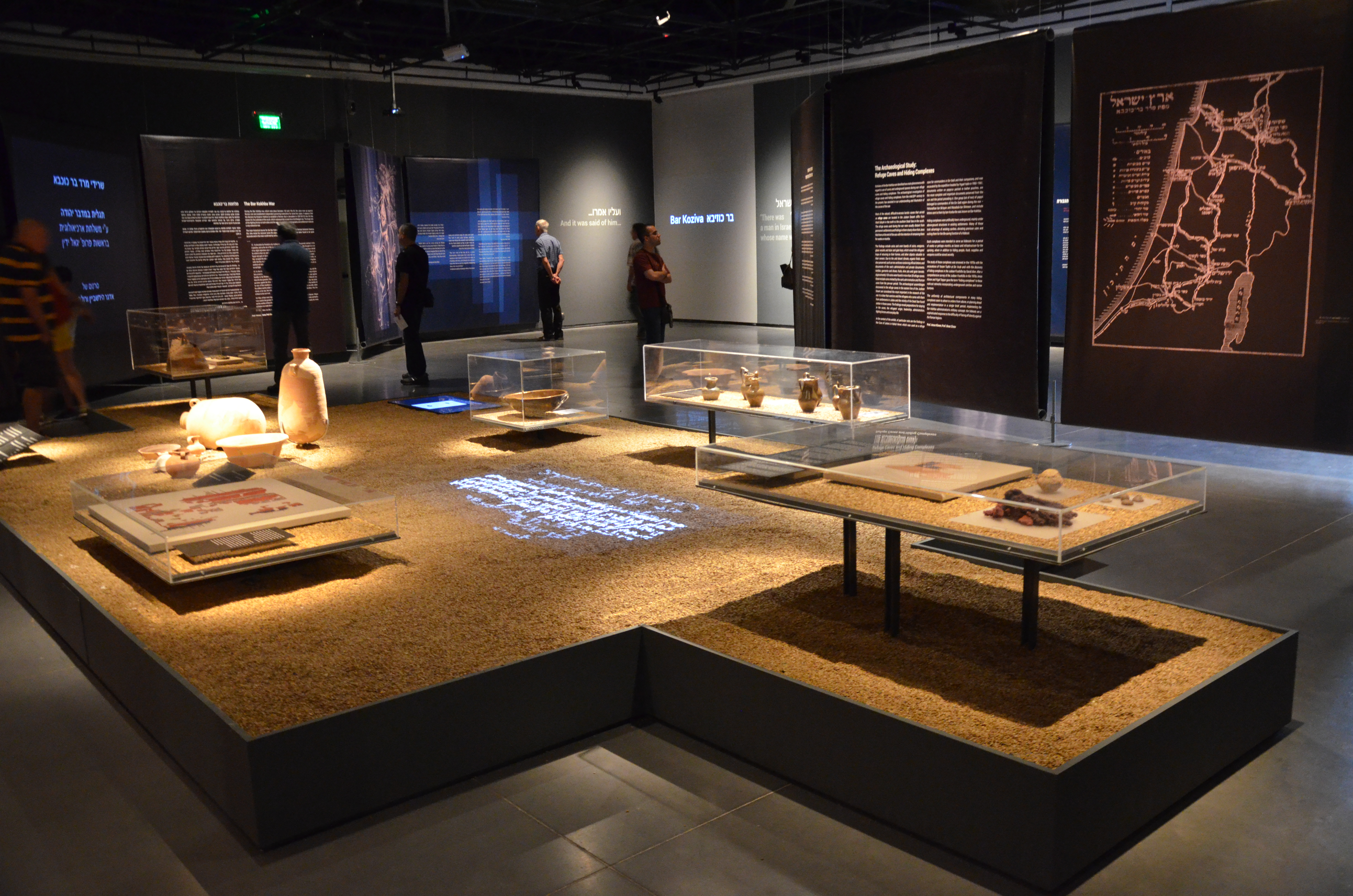
بعض مقتنيات مقاتلي بار كوخبا المكتشفة في كهوف في البحر الميت، معروضة في متحف أرض إسرائيل، تل أبيب 2016

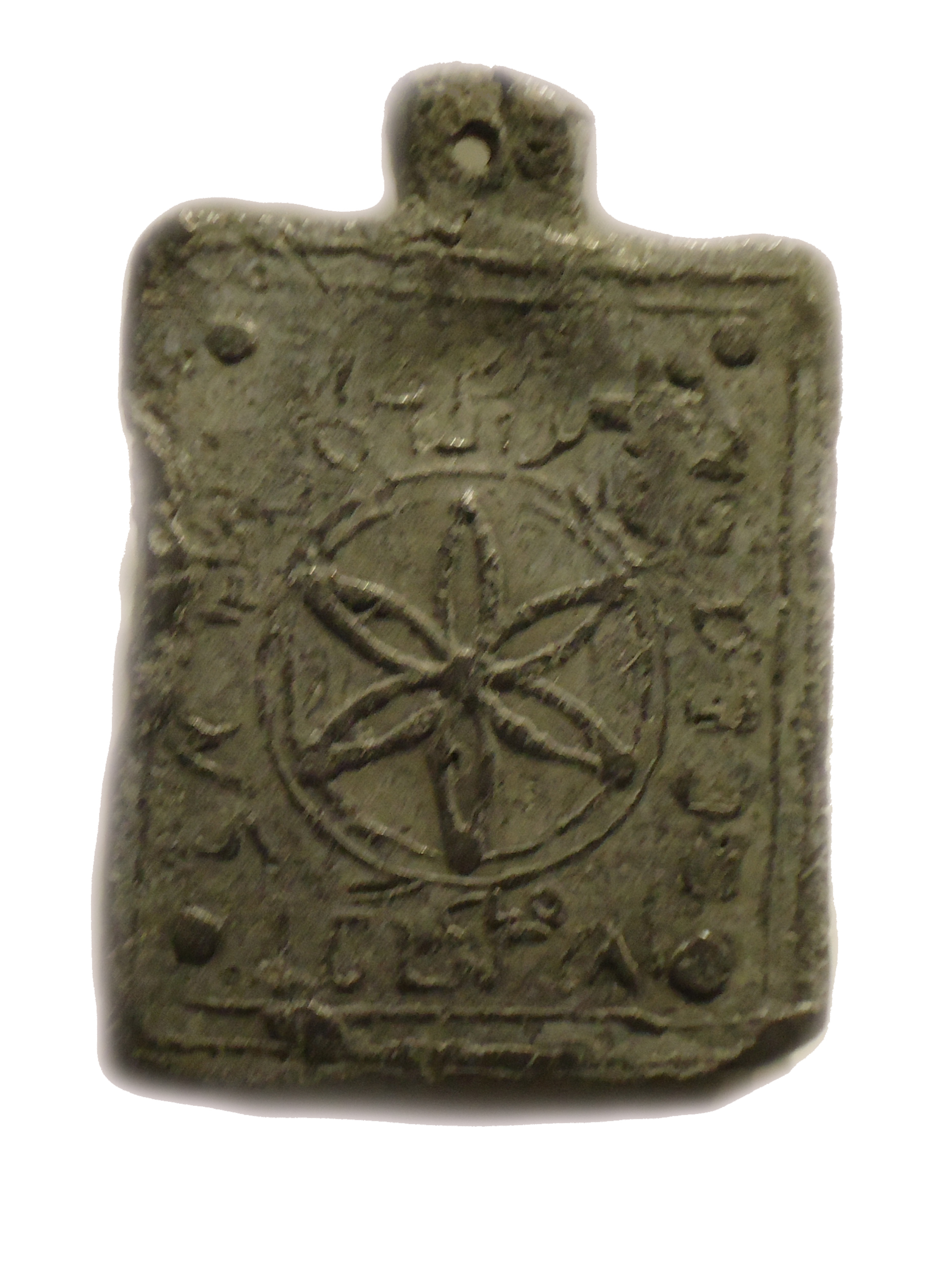
ثقل من الرصاص من المكتشفات في أحد مخابئ الثوار في حورفات عليم. (متحف إسرائيل).

## أثر الثورة في الفكر اليهودي

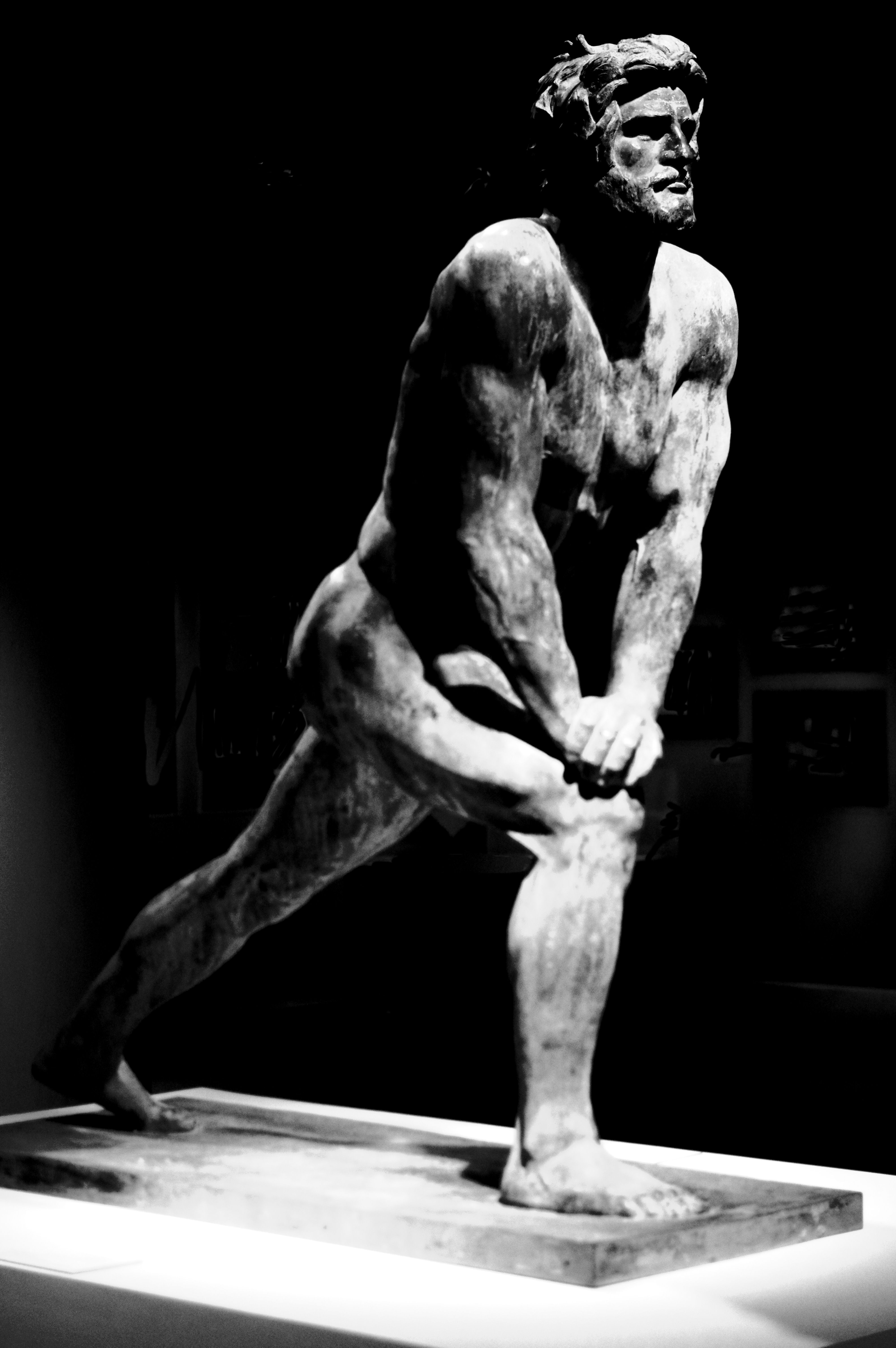
تمثال بروني لبار كوخبا للنحات هينريك جليسينشتاين (1905)، متحف أرض إسرائيل.